# Stadtschreiberhaus (Delitzsch)

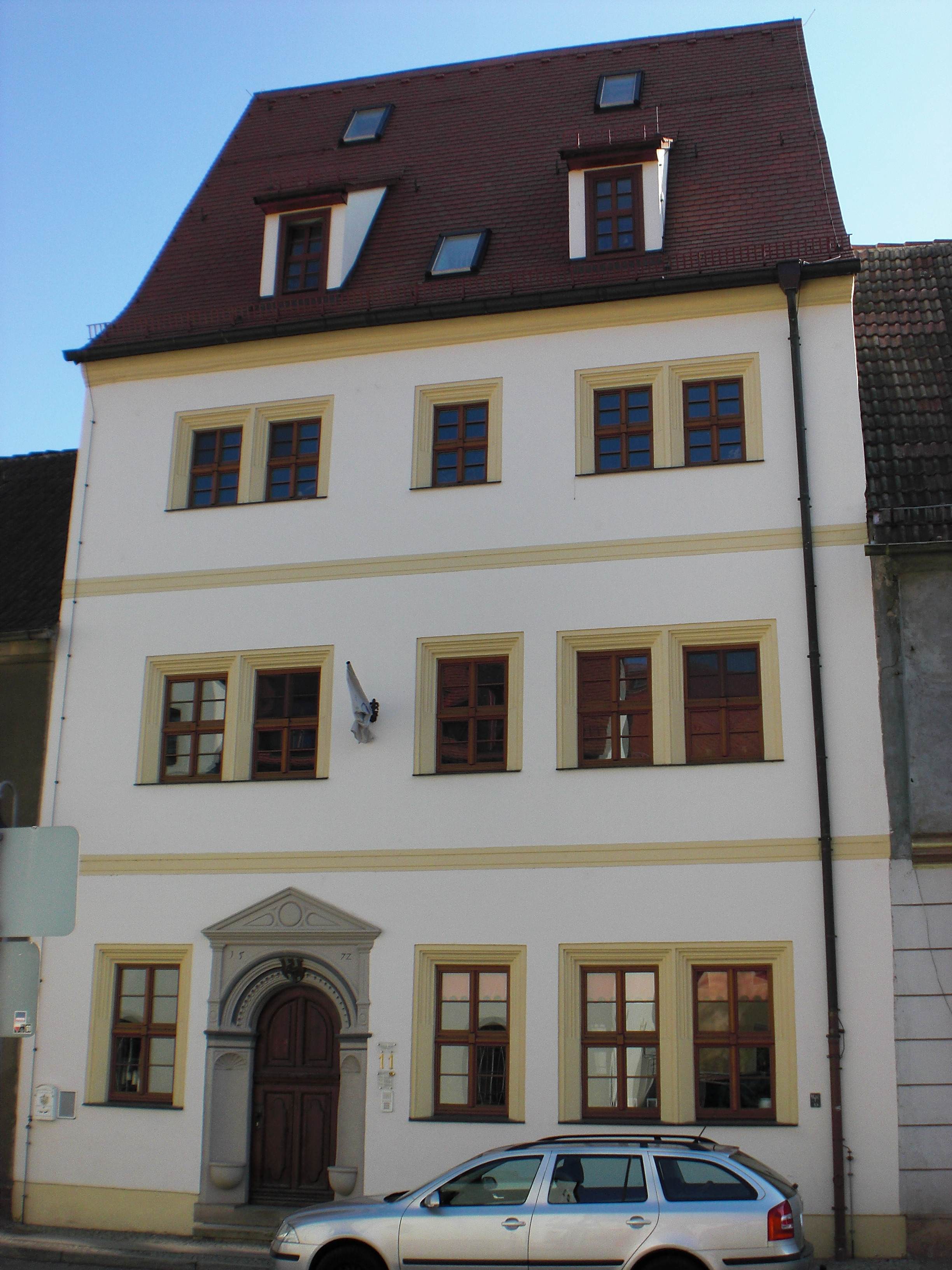
Stadtschreiberhaus (Ansicht von der Ritterstraße)

Das ehemalige Stadtschreiberhaus ist ein viergeschossiger Renaissancebau in der Altstadt von Delitzsch. Er wurde zwischen 1568 und 1572 erbaut und beherbergte bis 1829 das städtische Archiv sowie die Dienstwohnung des jeweiligen Stadtschreibers. 

## Baugeschichte
Nach einer Feuersbrunst im 16. Jahrhundert, bei der ein Großteil der Häuser in der Altstadt zerstört wurde, entschied die Stadtverwaltung über den Bau eines feuerfesten Gebäudes zur Archivierung bedeutender Schriftstücke. Hierzu zählten unter anderem Urteile, Urkunden und sonstige Akten über Besitztümer und Privilegien. Die Errichtung des Gebäudes kann anhand von urkundlichen Aufzeichnungen auf das Jahr 1568 datiert werden. Aus finanziellen Gründen fand das Richtfest jedoch erst am 8. August 1572 statt. 
Im selben Jahr bezog der Stadtschreiber Balthasar Franz als Erster das neu errichtete Gebäude. Mit dem Ende der Amtszeit von Andreas Christian Grander, dem letzten Stadtschreiber von Delitzsch, verlor der Bau 1829 seine Funktion als Archiv. 
Heute befindet sich das Gebäude in Privatbesitz und dient als Galerie und Museum. 

## Beschreibung
Das Haus befindet sich in einer der ältesten Straßen von Delitzsch. In der Ritterstraße, in der Nähe zum Rathaus, siedelten sich damals gut gestellte Bürger Delitzschs an. Das Straßenbild wird geprägt von stattlichen, teilweise reich verzierten, Bürgerhäusern. 
Das Stadtschreiberhaus mit der Hausnummer 11 fällt bereits äußerlich durch die Fassadengliederung im Stil der Renaissance auf. Die besondere Portalgestaltung und die für die damalige Zeit typischen Fenstergewände (heute: Fensterfaschen) fallen einem dabei besonders ins Auge. 
Das Gebäude mit einer Grundfläche von nur 100 m² erscheint dominierender durch die Anordnung und Größenunterschiede der Fenster, die nach oben hin immer kleiner werden. Das Erdgeschoss hat die Maße 1,58 × 0,92 m und im Gegensatz im 2. Obergeschoss 1,17 × 0,79 m. Das steile Satteldach macht das Gebäude optisch höher als es eigentlich ist. Typisch für die damalige Bauweise ist, dass das Dach genauso hoch wie das Haus breit ist. Somit ist die Grundfläche einer Dachseite genauso groß wie der Grundriss des ursprünglichen Hauses.
Das Portal wartet mit Sitznischen beiderseits des Eingangs auf. Diese findet man neben dem Stadtschreiberhaus heute nur noch an zwei weiteren Häusern in Delitzsch – am alten Bürgermeisterhaus in der Breiten Straße und an der „vermutlich“ alten Schreibstube in der Kreuzgasse. 
Der Stirnbogen des Portals ist verhältnismäßig reich gegliedert und trägt in seiner Mitte das Delitzscher Stadtwappen mit den aufgestellten gezüngelten Löwen in der Mitte.
Die Pilaster, die kleinen Wandpfeiler neben dem Bogen, tragen ein klassisches Dachgesims was von … aus Sandstein gebaut wurde. Es wurde von Torgau nach Delitzsch gebracht. 
Im linken Zwickel des Simses findet man die Jahreszahl 1572 und auf der rechten Seite ein (Marken-)Zeichen des Steinmetzes.
Im Inneren, insbesondere im Foyer, ist die historische Raumaufteilung gut zu erkennen. 
Das für die Renaissance typische Kreuzgewölbe mit den tragenden Säulen ist mit einer Besonderheit ausgestaltet – der vordere Bereich am Eingang …höher gebaut wurde und mit den Fensterbögen und Wandnischen, einen erhabenen Eindruck vermittelt, um den Stellenwert der Stadt Delitzsch zu präsentieren.